# Лопотово (Московская область)
Лопотово — деревня в Московской области России. Входит в городской округ Солнечногорск. Население — 131 чел. (2010).

## Топоним
Лопотово происходит от фамилии его владельцев Лопотовых, служилых людей князя дмитровского Юрия Васильевича, брата Великого князя Ивана III Васильевича.

## География
Деревня расположена на севере области, в западной части округа, примерно в 15 км к юго-западу от города Солнечногорска, в 41 км к северо-западу от Московской кольцевой автодороги, рядом с Истринским водохранилищем. Восточнее проходит Пятницкое шоссе Р111.
Ближайшие населённые пункты — деревни Исаково, Бережки и Полежайки.

## История
В 1463 году Иван-Стрела Иванов Лопотов продает сельцо Московскому Симонову монастырю. С этого года и до секуляризации церковных земель в 1764 году при императрице Екатерине II земли числились за монастырем. С 1764 года сельцо попадает в Государственную коллегию экономии.
С момента вхождения дмитровского удельного княжества в состав московского государства в 1569 году, сельцо Лопотово находилось в Дмитровском уезде Берендеевом стане (позже название изменилось на Пятницкую-Берендеевскую волость) до 1781 года. После проведения административной реформы границы многих уездов Московской губернии изменились. Лопотово попадает в Звенигородский уезд, но остается в той же волости — Пятницкой-Берендеевской.
В «Списке населённых мест» 1862 года Лопотово — казённое сельцо 2-го стана Звенигородского уезда Московской губернии на тракте из города Воскресенска в город Клин, в 40 верстах от уездного города, при реке Истре, со 114 дворами и 736 жителями (340 мужчин, 396 женщин).
По данным на 1890 год — деревня Пятницкой волости Звенигородского уезда с 924 душами населения.
В 1913 году — 133 двора и земское училище.
По материалам Всесоюзной переписи населения 1926 года — центр Лопотовского сельсовета Пятницкой волости Воскресенского уезда Московской губернии, проживало 973 жителя (451 мужчина, 522 женщины), насчитывалось 198 хозяйств, среди которых 192 крестьянских, имелись школа 1-й ступени, общество потребителей.
С 1929 года — населённый пункт в составе Солнечногорского района Московского округа Московской области. Постановлением ЦИК и СНК от 23 июля 1930 года округа как административно-территориальные единицы были ликвидированы.
1929—1954 гг. — центр Лопотовского сельсовета Солнечногорского района.
1954—1957 гг. — деревня Куриловского сельсовета Солнечногорского района.
1957—1960 гг. — деревня Куриловского сельсовета Химкинского района.
1960—1963 гг. — деревня Куриловского (до 30.09.1960) и Пятницкого сельсоветов Солнечногорского района.
1963—1965 гг. — деревня Пятницкого сельсовета Солнечногорского укрупнённого сельского района.
1965—1994 гг. — деревня Пятницкого сельсовета Солнечногорского района.
В 1994 году Московской областной думой было утверждено положение о местном самоуправлении в Московской области, сельские советы как административно-территориальные единицы были преобразованы в сельские округа.
С 1994 до 2006 гг. деревня входила в Пятницкий сельский округ Солнечногорского района..
С 2005 до 2019 гг. деревня включалась в Соколовское сельское поселение Солнечногорского муниципального района.
С 2019 года деревня входит в городской округ Солнечногорск, в рамках администрации которого деревня относится к территориальному управлению Соколовское.

## Население
| 1852 | 1859 | 1890 | 1899 | 1926 | 1932 | 1966 |
| ---- | ---- | ---- | ---- | ---- | ---- | ---- |
| 769  | ↘736 | ↗924 | ↘815 | ↗973 | ↘810 | ↘305 |
| 1998 | 2002 | 2010 |      |      |      |      |
| ↘174 | ↘138 | ↘131 |      |      |      |      |

## Известные уроженцы, жители
- Журавлёв, Александр Фёдорович (1924—?) — советский хозяйственный и политический деятель.

## Достопримечательности
В 1 км северо-западнее деревни, на левом берегу Истринского водохранилища, находится древнее городище «Лопотовское-1» I—VII вв. Является памятником археологии федерального значения и объектом культурного наследия России.

## Инфраструктура
Личное подсобное хозяйство с зоной сельскохозяйственного использования, индивидуальная застройка усадебного типа.
К деревне приписан ряд коттеджных посёлков и садоводческих некоммерческих товариществ.

## Транспорт
Связана прямым автобусным сообщением с Солнечногорском и Зеленоградом.